# John H. Loudon
John Hugo Loudon, né le 27 juin 1905 et mort le 4 février 1996, est un homme d'affaires néerlandais, président de la compagnie pétrolière Shell de 1951 à 1965. 

## Biographie
Fils de Hugo Loudon, l'un des trois fondateurs de Shell, il rejoint dès les années 1930 les rangs de l'entreprise de son père, en travaillant d'abord au Venezuela, aux abords du lac Maracaibo. Il continuera ensuite quasiment toute sa vie à travailler dans l'entreprise (jusqu'en 1971). 
John Loudon était un ami proche de nombreux industriels et businessmen, comme Henry Ford II ou encore David Rockefeller. D'ailleurs, Loudon est, de 1965 à 1977, président d'un conseil consultatif guidant la Chase Manhattan Bank de Rockefeller pour les affaires internationales.
En plus de ses activités à la Royal Dutch Shell, il est de 1976 à 1981 président de la fondation écologique WWF.